# Il mondo (brano musicale)
Il mondo è un brano musicale pubblicato nel 1965 da Jimmy Fontana.

## Storia
Il mondo è uno dei due brani facenti parte del 45 giri intitolato Il mondo/Allora sì pubblicato nel 1965. Gli autori del brano Il mondo sono Jimmy Fontana, Lilli Greco, Carlo Pes per la musica e Gianni Meccia per il testo.
L'arrangiamento fu curato da Ennio Morricone, che al tempo lavorava per la RCA.
Jimmy Fontana, che ne è l'interprete, partecipò a Un disco per l'estate 1965 e si classificò al quinto posto. Tuttavia, tra le canzoni presentate, Il mondo fu quella che riscosse il maggiore successo di vendita, arrivando in vetta alla classifica. Riscosse un notevole successo anche all'estero: in particolare in Spagna, dove Fontana aveva realizzato una versione in castigliano, raggiunse il secondo posto; stesso risultato a Rio de Janeiro; in Francia arrivò al decimo posto.
La canzone è entrata a far parte della cultura popolare, al punto da essere inclusa nella colonna sonora del film del 1965 L'ombrellone e in quella del film del 2013 Questione di tempo. La canzone Il mondo ha avuto versioni in altre lingue e versioni cover da parte di altri artisti italiani, nei decenni successivi agli anni Sessanta. Ѐ stata collocata al terzo posto nella lista delle 250 migliori canzoni italiane.

## Versioni cover
- Nel 1967 Milva ha interpretato la canzone nell'album Villa/Milva Concert in Japan (Seven Seas, SR-163), pubblicato in Giappone.
- Nel 1978 Gianni Morandi interpreta la canzone Il mondo in un suo LP dal titolo Old Parade Morandi (RCA Italiana, PL31415).
- Nel 1980 Franco Simone interpreta la canzone Il mondo in un singolo pubblicato in Francia (WEA Italiana, 18359) ed inserita nel suo album Racconto a due colori (Franco Simone, FS 409002).
- Nel 1986 André Hazes ha interpretato Il mondo in un suo lavoro discografico che porta il titolo Innamorato (EMI, 068 12 7368), pubblicato nei Paesi Bassi.
- Nel 1986 fu interpretata anche da Ornella Vanoni nell'album Ornella Vanoni (Le Chant du Monde, K 474 892), pubblicato in Francia.
- Nel 1986 Alessandri interpreta Il mondo (Tréma, 510 370), pubblicato in Francia.
- Nel 1988 Piergiorgio Farina ha eseguito una sua interpretazione strumentale della canzone Il mondo nel suo album Dolci ricordi 2 (Fonit Cetra, LPX 208).
- Nel 1988 anche Ruggero Raimondi ha interpretato la canzone di Fontana, nell'album The Songs I Love (CGD, 30 CGD 20853).
- Nel 1990 Franco Moreno incide il brano per l'album Anni sessanta: Canzoni d'amore (Visco Disc – LP 70145).
- Nel 1997 Délcio Tavares ha interpretato la canzone di Fontana, nell'album Italianíssimo Vol. III (ACIT, 74033570), per il mercato brasiliano.
- Nel 1999 c'è stata una nuova interpretazione del brano Il mondo, stavolta di Al Bano Carrisi, nell'album Volare (WEA, 3984 27828-4), pubblicato in Germania.
- Nel 2006 Claudio Baglioni ha interpretato la canzone Il mondo invertendo e ripetendo le strofe del testo originale nel doppio album Quellideglialtri tutti qui (Columbia Records, 82876897372).
- Nel 2010 nell'album "Il Volo" l'omonimo trio pop-lirico ha interpretato una cover de "Il mondo", rendendola una hit internazionale, che viene tuttora cantata nei loro concerti. (Geffen records e distribuito da Universal Music Group).
- Nel 2011 nell'album 7752 Deluxe di Chiara Civello c'è una cover de Il mondo (EmArcy, 278 7412).
- Nel 2014 nell'album Hitalia di Gianna Nannini c'è una cover de Il mondo (RCA Records, 88875042512).
- Nel 2015 il gruppo The Kolors ha interpretato il brano Il mondo[8][9] in una versione leggermente diversa, che include il ritornello del singolo indie pop We Are Young.
- Nel 2016 nell'album Gira il mondo gira dei Finley c'è stata una nuova interpretazione de Il mondo: tuttavia, a differenza delle altre cover precedentemente menzionate, questa versione dei Finley si intitola Il mondo #girailmondogira[10] e non ha il testo identico alla canzone di Fontana, ma ha delle inversioni di strofe analoghe alla versione di Baglioni.
- Nel 2018 la colonna sonora del film Anche senza di te, regia di Francesco Bonelli, include una cover del brano interpretata da Mietta.
- Nel 2020 Massimo Di Cataldo ha inciso a scopo benefico una cover del brano insieme alla sua band. Questa cover è stata poi inserita nell'album 30 anni insieme, uscito nel 2023.
- 2022 - Raphael Gualazzi nell'album Bar del Sole (Sugar Music – 8059482260022).
- 2024 - Il gruppo pop-opera romeno  'Ad Libitum Voices', per i fans ADLV, la inserisce nel suo repertorio e la presenta con successo nella scaletta dei suoi concerti.

## Versioni in altre lingue
Numerose furono le traduzioni in altre lingue. 
francese
- Un monde fait pour nous, di Jacques Chaumelle, interpretata da Hervé Vilard nel 1965.

ceco
- V máji, con le parole di Jiří Štaidl, interpretata da Karel Gott nel 1966

croato
- Svet di Dušan Jakšić, interpretata dal medesimo Dušan Jakšić nel 1966.

inglese
- My World, di Robert Mellin, interpretata da Ray Charles nel 1966, da Engelbert Humperdinck nel 1967, e anche dal gruppo The Bachelors nel 1967, e da Patrizio Buanne nell'album The Italian[11] del 2005.
- Never Alone di Ivana Spagna, interpretata dalla stessa Ivana Spagna nell'album La nostra canzone del 2001.

spagnolo
- Gira el mundo gira di Alejandro Lerner, interpretata dal gruppo Il Volo.
- El mundo, interpretata dal gruppo di Málaga Efecto Mariposa nel 2004
- "El mundo" interpretata da Aldo Iacopino nel 2016.

greco
- “Gia Sena” interpretata da Themis Adamantidis